# Vergemoli
Vergemoli foi uma comuna italiana da região da Toscana, província de Lucca, com cerca de 400 habitantes. Estendia-se por uma área de 27 km², tendo uma densidade populacional de 15 hab/km². Fazia fronteira com Fabbriche di Vallico, Gallicano, Molazzana, Pescaglia, Stazzema.
Em 1 de janeiro de 2014 Vergemoli uniu-se à comuna de Fabbriche di Vallico, criando uma nova entidade administrativa denominada Fabbriche di Vergemoli.

## Demografia
| Variação demográfica do município entre 1861 e 2011                               |
|                                                                                   |
| Fonte: Istituto Nazionale di Statistica (ISTAT) - Elaboração gráfica da Wikipedia |